# OSE A.101
De A.101, afgeleid van de Duitse serie V 60 is een dieselhydraulische locomotief bestemd voor het goederenvervoer van Organismos Sidirodromon Ellados (OSE).

## Geschiedenis
Door gebrek aan kleine rangeerlocomotieven bij de Organismos Sidirodromon Ellados (OSE) werd in 1960 een serie van dertig locomotieven als A1.101-A.130 gebouwd door Krupp in Essen. Deze zijn voorzien van een Maybach motor van het type GTO 6 en een versnellingsbak van het type L 37 zUB met 3 versnellingen.

## Constructie en techniek
De locomotief heeft een stalen frame. De tractie-installatie is uitgerust met een hydraulische versnellingsbak die door een blinde as (zonder wielen) met koppelstangen verbonden is met alle drie assen.

## Treindiensten
De treinen worden/werden voor de rangeerdienst en lichte goederentreinen door de Organismos Sidirodromon Ellados (OSE).